# 画塾
画塾（がじゅく）とは、画家が任意に主宰する絵画の私塾。絵画教室、絵画の養成所・研修場所、画家がアトリエを開放していたり、仲間内で集まり研磨したり、その形式はさまざまである。

## おもな日本画の画塾一覧

### 前近代
- 中山高陽画塾
- 写山楼 … 谷文晁主宰。高久靄厓、 渡辺崋山、立原杏所などを輩出。
- 澄神社 … 岡本豊彦主宰。塩川文麟、柴田是真などを輩出。
- 琢華堂 … 椿椿山

### 京都画壇
- 竹杖会 … 竹内栖鳳主宰[1]。徳岡神泉、上村松園や橋本関雪、西山翠嶂、伊藤小坡、西村五雲、土田麦僊、小野竹喬、池田遙邨などを輩出
- 山南塾 … 土田麦僊が創立。小松均、福田豊四郎らを輩出。
- 菊池芳文画塾 … 宇田荻邨らを輩出
- 青甲社 … 1921年（大正10年）、西山翠嶂が創立。堂本印象、中村大三郎、西山英雄、上村松篁、秋野不矩、瀬川艶久など輩出
- 中村大三郎画塾 … 1933年（昭和8年）、中村大三郎門下の加藤美代三、野々内保太郎らが創立。
- 東丘社 … 1934年（昭和9年）発足。堂本印象主宰。三輪晁勢などを輩出。現在に至る。
- 晨鳥社 … 1938年（昭和13年）創立。山口華楊主宰。現在に至る。
- 青塔社 … 1953年（昭和28年）池田遙邨ほかが設立
- 画塾早苗会 … 山元春挙主宰、川村曼舟、庄田鶴友、三宅凰白らを輩出
- 白申社 … 宇田荻邨が創設
- 画塾衣笠会… 金島桂華

### 東京画壇
- 安雅堂画塾 … 菊池容斎派松本楓湖主宰。村岡応東、今村紫紅、速水御舟、小茂田青樹、高橋廣湖、村上鳳湖、富取風堂、岩井昇山、中島清之らを輩出。
- 天真塾 … 川端玉章創設。結城素明などを輩出。
- 松岡映丘画塾(木之華社) … 髙山辰雄などを輩出。
- 天籟画塾… 寺崎広業が主宰。野田九浦、正宗得三郎、中村岳陵、牧野昌広、蔦谷龍岬らを輩出。
- 煌土社 … 野田九浦が設立。
- 長流画塾 … 川合玉堂主宰。
- 山内多門画塾 … 岩橋英遠などを輩出。
- 児玉希望画塾 … 佐藤太清、奥田元宋、大矢黄鶴らを輩出。
- 郷土会…鏑木清方創設。伊東深水、川瀬巴水らを輩出。
- 深水画塾（のち朗峯画塾） … 1927年（昭和2年）伊東深水が設立。
- 研究会圜丘荘画塾
- 平井画塾 … 高畠華宵らが輩出。
- 環翠会画塾（のち天香画塾） … 松林桂月が設立。
- 湘雲画塾 … 吉川啓示、伊藤弘人、山本松枝らが輩出。
- 菁莪会 … 水田竹圃主宰。
- 伝神洞画塾 … 池上秀畝主宰。山川秀峰、松田杏亭らが輩出。
- 司馬画塾 … 久保田米僊創設。

### 大阪画壇
- 天彩画塾 … 大阪の松原三五郎が主宰。池田遙邨　靉光ほか
- 白耀社 … 1914年（大正3年）北野恒富が創設、島成園など輩出
- 浪華学画会
- 大阪画学校

### そのほかの地方
- 彩光社画塾
- 中日美術教室 … 平川敏夫、中村正義、星野眞吾ら

## おもな洋画の画塾一覧
- 太平洋美術会#太平洋画会研究所（太平洋画会） … 今東光など輩出。
- 聖護院洋画研究所（後の関西美術院）… 浅井忠が主宰した。
- 川端画学校 … 川端玉章が主宰、野口弥太郎、富永太郎など輩出。川端龍子とは無関係。
- 天絵舎 … 高橋由一が創設、原田直次郎や高橋源吉ら輩出。
- 生巧館… 合田清、山本芳翠らが創設。
- 天真道場 … 久米桂一郎が創設。山本芳翠の画塾・生巧館画塾を 天真道場と名付けた。
- 白馬会 … 湯浅一郎など輩出。
- どんたくの会 … 曽宮一念が自宅で鶴田五郎とともに創設。
- 聴香読画館 … 川上冬崖が開き、小山正太郎、松岡寿らを輩出
- 福澤絵画研究所…福沢一郎主宰。山下菊二など輩出
- 鹿子木孟郎画塾 … 小林和作など輩出。
- 白馬会洋画研究所 … 黒田清輝・山本芳翠ら参加 寺内萬治郎など輩出。
- 不同舎 … 小山正太郎主宰。青木繁、鹿子木孟郎など輩出。
- 女子洋画塾（赤艸社女子絵画研究所） … 亀高文子主宰。
- 赤坂洋画研究所 … 小林喜一郎主宰。石田正典,中田政夫、青地秀太など輩出。
- 鍾美会鐘美舘 … 原田直次郎主宰。
- 彰技堂塾 - 国沢新九郎、本多錦吉郎が主宰。小川芋銭
- 大幸館画塾 - 曽山幸彦
- 津田青楓画塾 - 北脇昇など
- 津田塾名古屋研究所
- 蕨画塾 - 教授に安井曽太郎や寺内萬治郎
- セツ・モードセミナー - 長沢節主宰。多くの著名人を輩出。